# Eliška Olšáková
Eliška Olšáková (* 29. června 1968 Slavičín) je česká politička, od října 2021 poslankyně Poslanecké sněmovny PČR, od roku 2020 zastupitelka a od roku 2024 náměstkyně hejtmana Zlínského kraje, v letech 2014 až 2022 starostka (v letech 2022 až 2025 také radní) města Valašské Klobouky, členka hnutí STAN. Působí i jako předsedkyně mikroregionu Valašskokloboucko a předsedkyně SMS ČR.

## Život a studia
Vystudovala Gymnázium ve Valašských Kloboukách. V roce 1990 nastoupila na Městský úřad ve Valašských Kloboukách na pozici matrikářka a referentka evidence obyvatel. Od roku 2002 působila jako vedoucí odboru matriky a evidence obyvatel.
V letech 2004–2009 dálkově vystudovala na Univerzitě Tomáše Bati na fakultě humanitních studií obor Sociální pedagogika (získala titul Mgr.).
Je vdaná, ve volném čase se věnuje rodině, cestování, běhání, józe. Žije ve Valašských Kloboukách a má 2 děti.

## Politická působnost
V komunálních volbách v roce 2014 byla zvolena za subjekt „KANDIDÁTKA MLADÝCH“ do Zastupitelstva města Valašské Klobouky, po následných vyjednáváních byla zastupiteli zároveň zvolena starostkou města. V komunálních volbách v roce 2018 kandidovala do Zastupitelstva města Valašské Klobouky jako lídryně kandidátky subjektu „KLOBUČANÉ SPOLEČNĚ“ (tj. hnutí STAN a nezávislí kandidáti). Mandát zastupitelky města se jí podařilo obhájit, byla také znovuzvolena starostkou města. V roce 2016 se také stala členkou stálého Sociálního výboru při Radě Zlínského kraje. V komunálních volbách v roce 2022 kandidovala do Zastupitelstva města Valašské Klobouky z 2. místa kandidátky subjektu „KLOBUČANÉ SPOLEČNĚ“ (tj. hnutí STAN a nezávislí kandidáti). Mandát zastupitelky města se jí podařilo obhájit, starostkou však již zvolena nebyla. Dne 24. října 2022 byla zvolena radní města, novým starostou se stal Josef Bělaška. Na post radní města pak rezignovala v červnu 2025, jelikož se chtěla více soustředit na práci krajské náměstkyně a poslankyně.
Od roku 2018 působí Eliška Olšáková jako předsedkyně mikroregionu Valašské Klobucko a v roce 2019 byla rovněž zvolena předsedkyní Krajského shromáždění Zlínského kraje Sdružení místních samospráv ČR. V roce 2021 byla pak zvolena předsedkyní celého SMS ČR.
V krajských volbách v roce 2016 kandidovala jako členka hnutí STAN do Zastupitelstva Zlínského kraje, ale skončila jako druhá náhradnice. Zvolena byla až ve volbách v roce 2020. Ve volbách v září 2024 mandát krajské zastupitelky obhajovala z pozice členky hnutí STAN na kandidátce uskupení „STAROSTOVÉ pro Zlínský kraj s podporou TOP 09 a ZVUK 12“, mandát se jí podařilo obhájit. V listopadu 2024 se pak stala 2. náměstkyní hejtmana pro oblast sociální a neziskový sektor.
Ve volbách do Poslanecké sněmovny PČR v roce 2021 kandidovala jako členka hnutí STAN na 4. místě kandidátky koalice Piráti a Starostové ve Zlínském kraji. Vlivem více než 8 000 preferenčních hlasů však nakonec skončila druhá, a byla tak zvolena poslankyní.
Ve volbách do Poslanecké sněmovny PČR v roce 2025 je lídryní hnutí STAN ve Zlínském kraji.